# 中藥港
中藥港是香港民間對於1998年由當時香港行政長官董建華提出的發展香港為國際中醫藥中心構思的稱呼，這個名稱的靈感來源自當時新興的數碼港計劃。
民間有人提議政府以批地形式，於香港新界北區烏蛟騰建設一個綜合發展建築群（即類似今日的香港科學園及數碼港），以促進香港的中藥產業，不過該建議後來和董建華同時期提出的多個計劃，如水療度假中心、鮮花港、物流園區和新貨櫃碼頭等構思一樣，最後都是不了了之。
2014年10月，新鴻基地產涉及賄賂前政務司長許仕仁的貪污案，法庭的供詞中指出當時行政長官董建華曾經主動接觸新鴻基地產研究建立中藥港可行性，新鴻基地產的管理層陳鉅源則被委派負責有關項目，經過兩年的研究後，最終結論是中藥港概念不可行。
然而亦有意見認為，此提案對後來香港中醫的發展起到了十分重要的作用。儘管政府沒有對中醫投放大量的財力支持，但是這個提案已經讓香港人知道中醫的發展前途。香港的幾所大學，例如香港浸會大學、香港大學和香港中文大學等也相繼開辦了中醫課程，進一步促進了中醫地位的提升。